# Міріан Гіоргадзе
Міріан Гіоргадзе (груз. მირიან გიორგაძე; нар. 15 березня 1976, Терджола, Імеретія, Грузинська РСР, СРСР) — грузинський борець греко-римського стилю, бронзовий призер чемпіонату Європи, бронзовий призер Кубку світу, учасник двох Олімпійських ігор.

## Біографія
Боротьбою почав займатися з 1989 року. Чемпіон світу 1992 року серед кадетів. Бронзовий призер чемпіонату Європи 1993 року серед юніорів. Срібний призер чемпіонату світу 1995 року серед молоді. Виступав за борцівський клуб «Динамо» Тбілісі. Тренер — Ваша Кравешвілі.

## Спортивні результати на міжнародних змаганнях

### Виступи на Олімпіадах
| Змагання                    | Збірна | Вагова категорія                  | Місце |
| --------------------------- | ------ | --------------------------------- | ----- |
| Літні Олімпійські ігри 2000 | Грузія | греко-римська боротьба, до 130 кг | 20    |
| Літні Олімпійські ігри 2004 | Грузія | греко-римська боротьба, до 120 кг | 15    |

### Виступи на Чемпіонатах світу
| Змагання                        | Збірна | Вагова категорія                  | Місце |
| ------------------------------- | ------ | --------------------------------- | ----- |
| Чемпіонат світу з боротьби 1997 | Грузія | греко-римська боротьба, до 130 кг | 14    |
| Чемпіонат світу з боротьби 1998 | Грузія | греко-римська боротьба, до 130 кг | 4     |
| Чемпіонат світу з боротьби 2003 | Грузія | греко-римська боротьба, до 120 кг | 23    |
| Чемпіонат світу з боротьби 2005 | Грузія | греко-римська боротьба, до 120 кг | 15    |

### Виступи на Чемпіонатах Європи
| Змагання                         | Збірна | Вагова категорія                  | Місце  |
| -------------------------------- | ------ | --------------------------------- | ------ |
| Чемпіонат Європи з боротьби 1997 | Грузія | греко-римська боротьба, до 125 кг | 9      |
| Чемпіонат Європи з боротьби 1998 | Грузія | греко-римська боротьба, до 130 кг | 8      |
| Чемпіонат Європи з боротьби 2001 | Грузія | греко-римська боротьба, до 130 кг | 7      |
| Чемпіонат Європи з боротьби 2003 | Грузія | греко-римська боротьба, до 120 кг | 15     |
| Чемпіонат Європи з боротьби 2005 | Грузія | греко-римська боротьба, до 120 кг | Бронза |

### Виступи на Кубках світу
| Змагання                    | Збірна | Вагова категорія                  | Місце  |
| --------------------------- | ------ | --------------------------------- | ------ |
| Кубок світу з боротьби 2003 | Грузія | греко-римська боротьба, до 120 кг | Бронза |

### Виступи на інших змаганнях
| Змагання                                                             | Збірна | Вагова категорія                  | Місце  |
| -------------------------------------------------------------------- | ------ | --------------------------------- | ------ |
| Кубок Вантаа з боротьби 1997                                         | Грузія | греко-римська боротьба, до 130 кг | Бронза |
| Чемпіонат світу з боротьби серед студентів 1998                      | Грузія | греко-римська боротьба, до 130 кг | Бронза |
| Олімпійський кваліфікаційний турнір з боротьби 2000 (Фаенца)         | Грузія | греко-римська боротьба, до 130 кг | 7      |
| Олімпійський кваліфікаційний турнір з боротьби 2000 (Клермон-Ферран) | Грузія | греко-римська боротьба, до 130 кг | Бронза |
| Олімпійський кваліфікаційний турнір з боротьби 2000 (Ташкент)        | Грузія | греко-римська боротьба, до 130 кг | Бронза |
| Олімпійський кваліфікаційний турнір з боротьби 2004 (Новий Сад)      | Грузія | греко-римська боротьба, до 120 кг | Бронза |
| Всесвітні ігри військовослужбовців 2015                              | Грузія | греко-римська боротьба, до 130 кг | 8      |
| Чемпіонат світу з боротьби серед військовослужбовців 2016            | Грузія | греко-римська боротьба, до 130 кг | 14     |

### Виступи на змаганнях молодших вікових груп
| Змагання                                       | Збірна | Вагова категорія                  | Місце  |
| ---------------------------------------------- | ------ | --------------------------------- | ------ |
| Чемпіонат Європи з боротьби серед молоді 1994  | Грузія | греко-римська боротьба, до 100 кг | 10     |
| Чемпіонат світу з боротьби серед молоді 1995   | Грузія | греко-римська боротьба, до 100 кг | Срібло |
| Чемпіонат Європи з боротьби серед юніорів 1993 | Грузія | греко-римська боротьба, до 115 кг | Бронза |
| Чемпіонат світу з боротьби серед кадетів 1992  | Грузія | греко-римська боротьба, до 95 кг  | Золото |